# Petit Poilu
Petit Poilu est une série de bandes dessinées muettes pour enfants de Pierre Bailly et Céline Fraipont publiée depuis 2007.

## Présentation et historique
Le premier tome de la série, La Sirène gourmande, est publié en 2007 par les éditions Dupuis. Le personnage est imaginé par Céline Fraipont et mis en image par Pierre Bailly. Chaque histoire de la série se présente sous la forme d'une bande dessinée muette, accessible dès trois ans. 
En 2017, Petit Poilu est adapté en dessin animé et diffusé sur Piwi+, la série compte 78 épisodes. 
En 2019, la série fait l'objet d'une exposition à la Cité internationale de la bande dessinée et de l'image d'Angoulême.

## Volumes publiés
1. 2007 : La Sirène gourmande
2. 2007 : La Maison brouillard
3. 2008 : Pagaille au potager
4. 2008 : Mémé Bonbon
5. 2009 : La Tribu des Bonapéti
6. 2009 : Le Cadeau poilu
7. 2010 : Kramik la canaille
8. 2010 : La Forêt des Ombres
9. 2011 : Le Trésor de Coconut
10. 2011 : Amour glacé
11. 2012 : L'hôpital des docteurs Toc-Toc
12. 2012 : La Planète Coif'tif
13. 2013 : Au château de Crotte de Maille
14. 2013 : En piste les andouilles !
15. 2014 : L'Expérience extraordinaire
16. 2014 : Le Blues du yéti
17. 2015 : À nous deux !
18. 2015 : Superpoilu
19. 2016 : Le Prince des oiseaux
20. 2017 : Madame Minuscule
21. 2017 : Chandelle-sur-Trouille
22. 2018 : Mic-Mac chez Monsieur Range-Tout
23. 2019 : Duel de bulles, Marcinelle/Paris, Dupuis, 2019, 32 p. (ISBN 979-10-347-3801-4)
24. 2021 : Les Saveurs d'Outoupousse, Marcinelle/Paris, Dupuis, 2021 (ISBN 9791034747894)
25. 2021 : Pas de bain pour Antidouche !
26. 2022 : Grosso Modo !
27. 2022 : Tout pour moi, rien pour tous !
28. 2023 : T'inquiète Suzette !
29. 2024 : Dans la bouche de Profitroll

## Adaptation
Petit Poilu fait l'objet d'une adaptation en série animée dont les premiers épisodes sont diffusés fin 2016 sur Ouftivi et en 2017 sur Piwi+,. La première saison est par ailleurs disponible sur Amazon Prime,. 
Une saison 2 de 39 épisodes est produite en 2019.

### Distribution
- Marie Van R : Petit Poilu
- Sébastien Hebrant
- Maïa Baran
- Version originale[Quoi ?]
  - Studio : La Dame Blanche
  - Direction artistique : Marie Van R
  - Voix témoins[Quoi ?] : Magali Rosenzweig et Martial Le Minoux

Source : crédits du générique de fin et sur le forum Planète Jeunesse